# 培田村
25°38′31″N 116°38′05″E / 25.64194°N 116.63472°E
培田村位于中国福建省连城县宣和乡（1956年前属长汀县），是一个客家古村落，居民多为吴姓。培田村于2005年被列为中国历史文化名村，培田村古建筑群于2006年被列为第六批全国重点文物保护单位。连城培田古村于全国旅游景区质量等级评定委员会发布2012年第12号公告中被评为国家4A级旅游景区。

## 地理
培田村座落于一个向南开口的盆地（名为河源里）中，其西部有石壁山及其支脉枕头寨和金华山等，主峰海拔1417米，这是培田的祖山；枕头寨有支脉延伸至培田西侧，称为卧虎山，是为少祖山；培田村的东部有羊角寨和笔架山（海拔1100米），作为朝山。一条河源溪由北向南流去，在培田东侧绕了一个大弯，即风水所说的衣带水。

## 历史
吴氏先祖吴拔仕（八四郎公）于元朝末年从浙江迁至河源里上篱，其孙吴文贵（三世祖文贵公）迁往上篱北侧一里处，到六世祖郭隆公时将该村称为培田。培田与上篱为同宗的兄弟关系，合称为吴家坊。培田居上游，称吴家坊上村，上篱则称吴家坊下村。20世纪50年代，上篱村改称升星村。
从明朝初年三世祖迁居到正统年间，为培田的形成时期；嘉靖到清乾隆年间为繁荣时期；其后受太平军的影响，村落破坏严重，至光绪年间很多建筑重建；到20世纪30年代，受红军以及现代交通发展的影响，培田逐渐衰败。

## 建筑
培田村现存主要建筑有30幢大宅、21座祠堂、6处书院、2座牌坊和5五庙宇，其中被列为全国重点文物保护单位的有文贵公祠、石头丘草堂（南山书院）、超北公祠、官厅、衍庆堂、容膝居、衡公祠、继述堂、厥后堂、双善堂、祖堂、思敬堂、文贵公祠、敬承堂、济美堂、三让堂、务本堂、世德堂、教五堂、致祥堂、如松堂、稳南公祠、三伯公祠、配虞公祠、思容坊、圣旨坊、双灼堂等。